# Scrobicaria aquifolia
Scrobicaria aquifolia là một loài thực vật có hoa trong họ Cúc. Loài này được (Cuatrec.) B.Nord. miêu tả khoa học đầu tiên.